# Гассова, Уэсли
Уэ́сли Гасо́ва Рибе́йро Тейше́йра (порт.-браз. Wesley Gassova Ribeiro Teixeira; род. 5 марта 2005, Сан-Паулу), более известный как Уэсли Гасова — бразильский футболист, нападающий клуба «Ан-Наср».

## Биография
Родился в Сан-Паулу, в 2016 году, присоединился к «Коринтиансу (до 11 лет)». 12 апреля 2022 года, подписал свой первый профессиональный контракт с клубом, рассчитанный на три года.
20 апреля 2022 года, дебютировал в матче Кубка Бразилии против «Португезы», выйдя на замену вместо Густаво Силвы. 7 июня, в матче против «Куябы», дебютировал в чемпионате Бразилии.

## Личная жизнь
Отец — Владимир, бывший футболист, выступал в Бельгии и Португалии.

## Достижения
Сборная Бразилии
- Чемпион молодёжного чемпионата Южной Америки: 2025

## Статистика
| Клуб       | Сезон | Лига    | Лига  | Лига | Чемпионат | Чемпионат | Кубок | Кубок | Сборная | Сборная | Другое | Другое | Итого | Итого |
| Клуб       | Сезон | Лига    | Матчи | Голы | Матчи     | Голы      | Матчи | Голы  | Матчи   | Голы    | Матчи  | Голы   | Матчи | Голы  |
| ---------- | ----- | ------- | ----- | ---- | --------- | --------- | ----- | ----- | ------- | ------- | ------ | ------ | ----- | ----- |
| Коринтианс | 2022  | Серия A | 2     | 0    | —         | —         | 2     | 0     | 0       | 0       | —      | —      | 4     | 0     |
| Итого      | Итого | Итого   | 2     | 0    | 0         | 0         | 2     | 0     | 0       | 0       | 0      | 0      | 4     | 0     |